# Daegu-Stadion (1948)
Das Daegu-Stadion war ein Fußballstadion mit Leichtathletikanlage in der südkoreanischen Stadt Daegu.

## Geschichte
Eröffnet wurde das Stadion am 20. April 1948. Genutzt wurde das Stadion erstmals für die K League 1983. Danach wurde es für die Asienspiele 1986 weiter genutzt. 1987 nutzen die Pohang Atoms das Stadion als Heimspielstätte. 1988 war das Stadion ein Austragungsort der Olympischen Sommerspiele. 2003 wurde das Stadion erneut als Austragungsstätte für die Daegu-Sommer-Universiade genutzt. Von 2003 bis 2015 nutzte Daegu FC das Stadion.
2017 entschied die Stadt Daegu, das Stadion abzureißen und es durch ein neues Fußballstadion, die DGB Daegu Bank Park, zu ersetzen, das seit der Fertigstellung dem Daegu FC als Heimspielstätte dient.

## Galerie

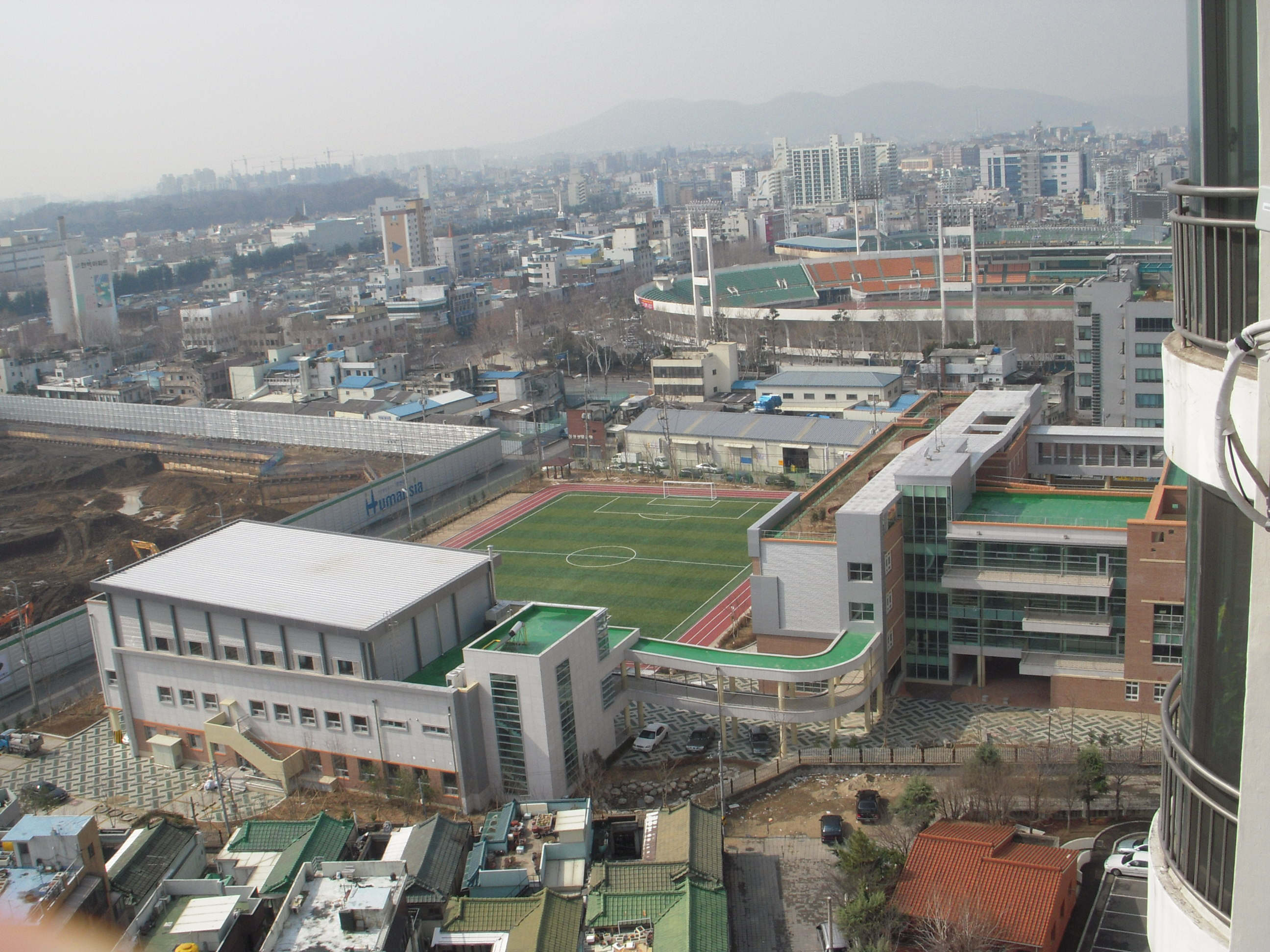
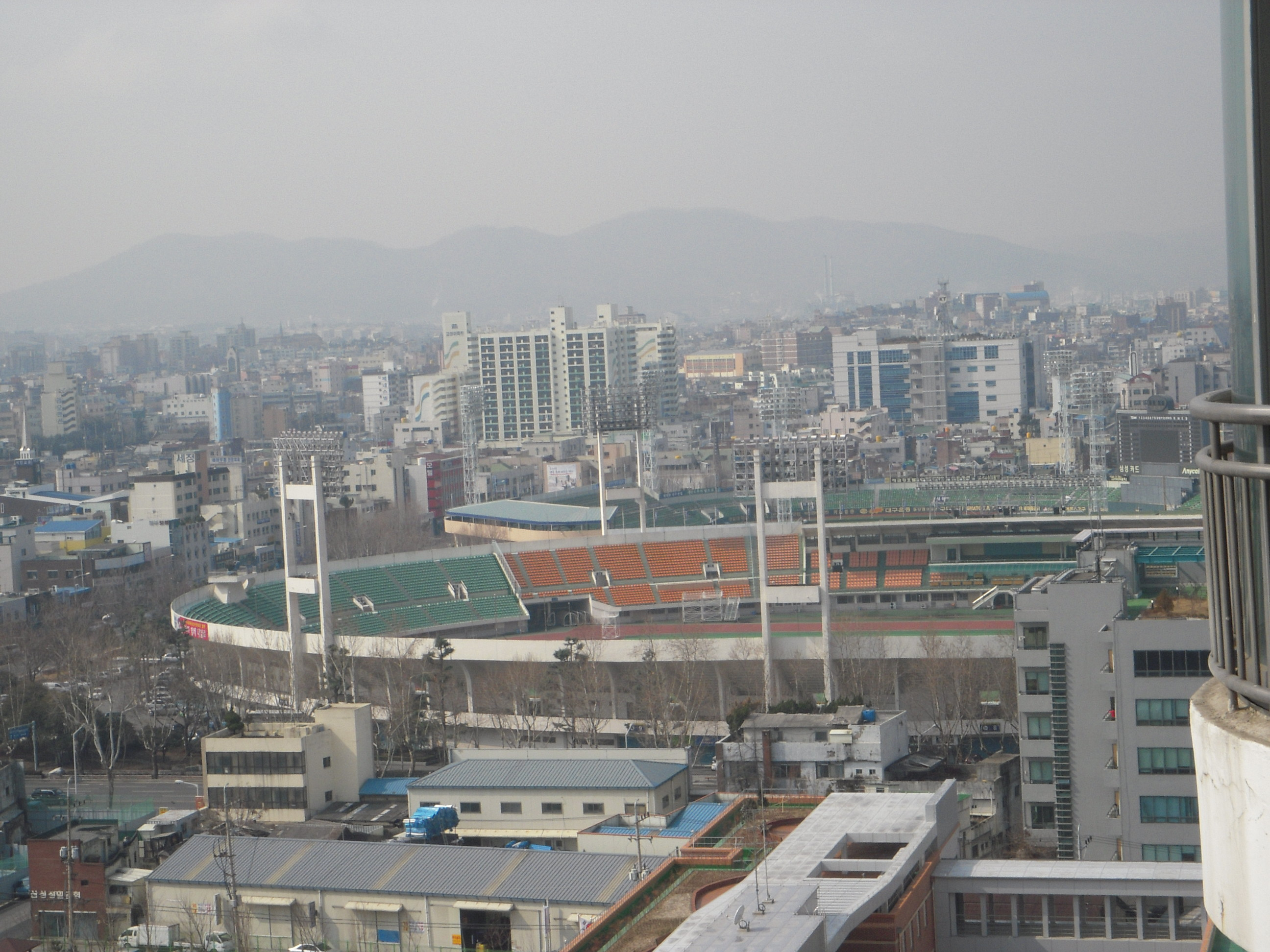
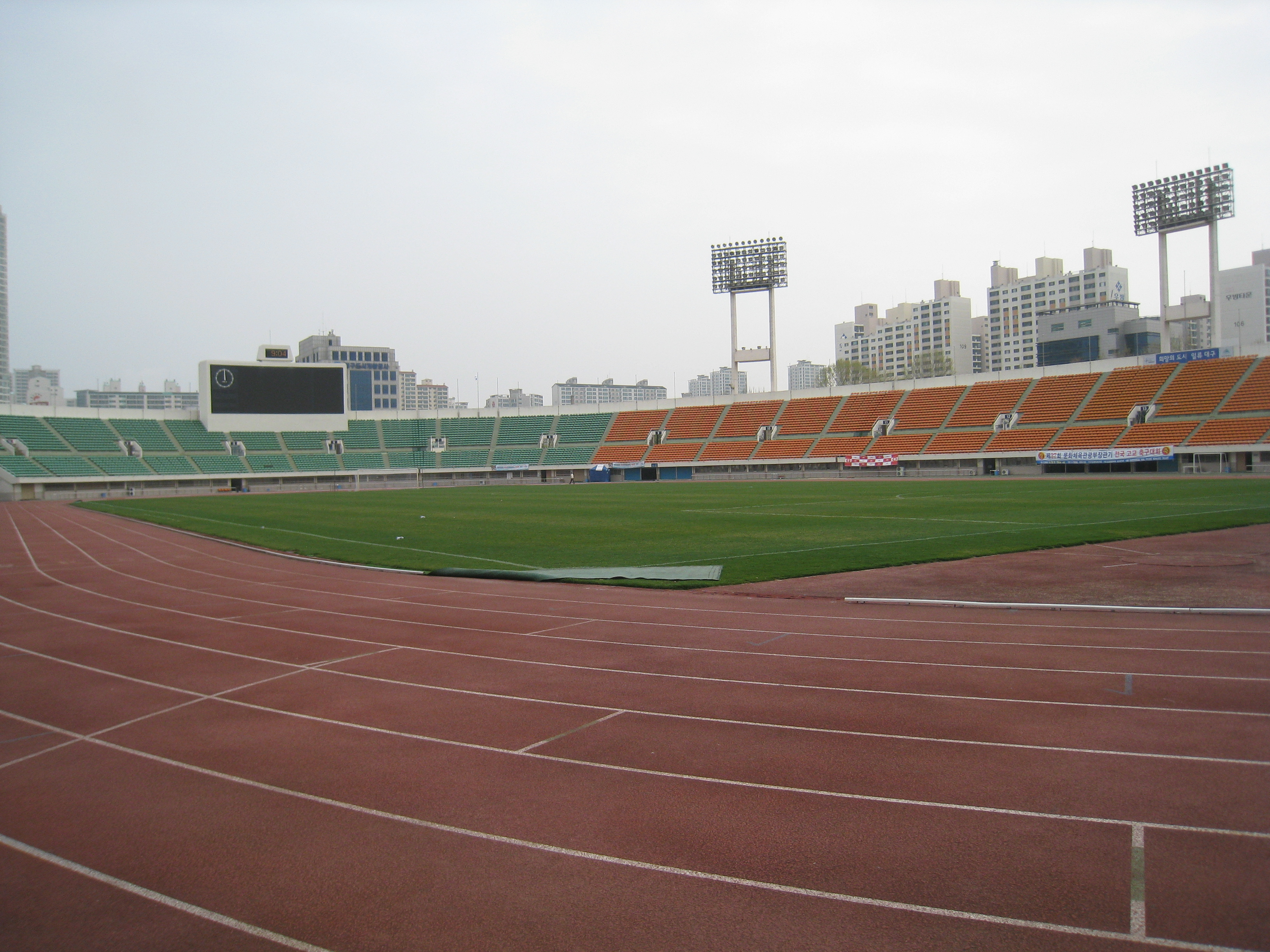
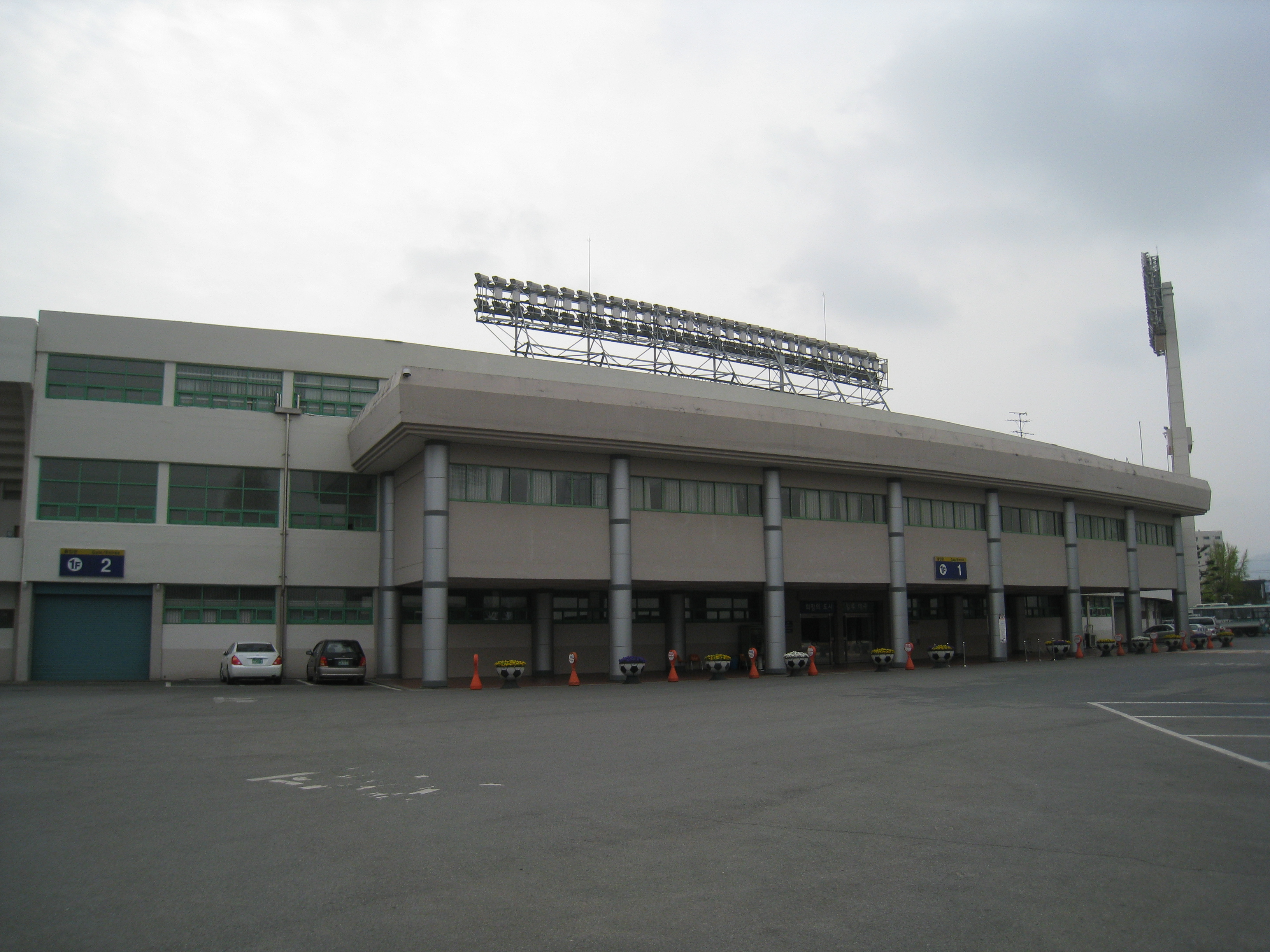
Außenansicht des Stadions